# Alix de Lusignan (comtesse de Gloucester)
Pour les articles homonymes, voir Alix de Lusignan (homonymie).
Alix de Lusignan dite de la Marche (av. 1241-1290) est une artistocrate poitevine du XIIIe siècle, issue de la maison de Lusignan. Elle devient par mariage comtesse de Gloucester et de Hertford (1262-1285) en Angleterre.

## Biographie

### Famille
Alix est la seconde fille d'Hugues XI le Brun (v. 1221-1250), seigneur de Lusignan, comte de la Marche (1249-1250) et d'Angoulême (1246-1250) et de son épouse Yolande de Bretagne (1218-1272), comtesse de Penthièvre (1236-1263), fille de Pierre de Dreux (v. 1187-1250) et d'Alix de Thouars (1200-1221), comtesse de Richemont et duchesse de Bretagne (1203-1221).
En raison du premier mariage de sa grand-mère paternelle, Isabelle d'Angoulême (v. 1188/1192-1246) avec Jean sans Terre (1166-1216), Alix est la nièce du roi Henri III d'Angleterre (1207-1272) et la cousine d'Édouard Ier d'Angleterre (1239-1307).

#### Homonyme
Alix ne doit pas être confondue avec sa tante, une autre Alix de Lusignan (v. 1229-1256) comtesse de Surrey (1247-1256), dernière fille d'Hugues X de Lusignan (v. 1182-1249), comte de la Marche (1219-1249), et d'Isabelle d'Angoulême, comtesse d'Angoulême (1202-1246) et reine consort d'Angleterre (1200-1216).

#### Anthroponyme
Elle porte le prénom de sa grand-mère maternelle : Alix de Thouars (1200-1221), duchesse de Bretagne ; et de son arrière grand-mère paternelle : Alix de Courtenay (v. 1160-1218), comtesse d’Angoulême.

### Une alliance outre manche
Ses oncles Aymar de Lusignan, évêque-élu de Winchester et Guillaume Ier de Valence, comte de Pembroke prévoient avec Richard de Clare, comte de Gloucester et de Hertford l'union d'Alix avec l'héritier des Clare : Gilbert, âgé de dix ans. Soutenu par le roi Henri III, le contrat de mariage est rédigé le 16 janvier 1253 entre les trois hommes. Il est confirmé le 5 février 1255 à Westminister par Henri III. En mars 1253, Richard de Clare et Guillaume Ier de Valence traversent la Manche pour aller chercher Alix à Angoulême. Alix épouse Gilbert de Clare quelque temps après en 1253. À la mort de son beau-père, en 1262, Alix devient comtesse de Gloucester et de Hertford.

### La seconde guerre des Barons
Pendant l'été 1259, Alix de Lusignan se lie d'amitié avec son cousin, le prince Édouard, héritier de la couronne d'Angleterre. Lorsque fait rage la seconde guerre des Barons, entre 1264 et 1267, son époux soutient d'abord le parti baronnial puis celui du roi, avant de retourner à sa première alliance. Pendant l'année 1264, le prince Édouard conduit l'armée royaliste contre les barons qui se sont rebellés contre son père et s'empare du château de Tonbridge, dans le Kent. Propriété de Gilbert II de Clare, la forteresse est alors occupée par Alix. Elle est brièvement faite prisonnière par son cousin. Selon certains chroniqueurs, Alix et Édouard auraient entamé une relation adultérine en l'absence de leurs conjoints respectifs. En avril 1267, à Londres, Alix aide Henri III et Richard de Cornouailles à quitter Londres.

## Mariage et descendance

### GilbertIIde Clare
Alix épouse Gilbert II de Clare, dit le comte rouge, (1243-1295) en mars 1253. Il est le fils de Richard de Clare (1222-1262) comte de Gloucester et de Hertford (1262-1295) et de Mahaut de Lacy (1223-1289) ; petit-fils de Gilbert de Clare (v. 1180-1230), comte de Hertford (1230-1262), et d'Isabelle le Maréchal (1200-1240),.

### Postérité
De son mariage avec Gilbert II de Clare, Alix a deux filles :
- Isabelle de Clare (10 mars 1263-1338), fiancée en 1297 à Guy, fils et héritier de Guillaume de Beauchamp, comte de Warwick. Guy de Beauchamp succède à son père comme comte en 1298, mais le projet de mariage, bien que toujours en suspens, n’eut jamais lieu. Isabelle épouse en 1316, alors qu'elle est âgée de 53 ans, Maurice de Berkeley dit le Magnanime, 2e baron Berkeley, union sans postérité ;
- Jeanne de Clare (v. 1264/67-ap. 1322), épouse en premières noces, 1284, Duncan III MacDuff (♰ 1288), seigneur de Fife en Ecosse. Vers 1302, elle épouse en secondes noces, un autre baron écossais, Gervase Avenel (♰ 1322).

### Séparation et décès
Même s'il permet de renforcer les liens d'Henri III avec la maison de Lusignan, le mariage de Gilbert de Clare et d'Alix de Lusignan est un échec sur le plan personnel et politique. En effet, après avoir eu ensemble deux filles, le couple commence à vivre séparé dès 1267 et se sépare formellement le 18 juillet 1271. Mais ce n'est que le 16 mai 1285 que leur union est annulée par un tribunal ecclésiastique. En compensation de la perte de son douaire, Gilbert s'engage à remettre plusieurs terres à Alix, dont Thaxted dans l'Essex, Burford dans l'Oxfordshire, Speenhamland dans le Berkshire et Wells et Warham dans le Norfolk.
Le reste de la vie d'Alix de Lusignan demeure largement méconnu, mais il est possible qu'elle passe ses dernières années dans ses terres natales, où elle meurt en 1290. Quelques semaines avant sa mort, au début du mois de mai 1290, son ancien époux se remarie en secondes noces avec Jeanne d'Angleterre dite d'Acre, l'une des filles d'Édouard Ier d'Angleterre : leur contrat de mariage écarte de leurs droits à la succession des comtés de Gloucester et de Hertford les deux filles qu'a eues Gilbert avec Alix.

## Sources et bibliographie